# August Bolte
August Henry Bolte (* 23. September 1854 in Missouri; † 24. Juni 1920 in St. Louis, Missouri) war ein US-amerikanischer Politiker. Zwischen 1897 und 1901 war er Vizegouverneur des Bundesstaates Missouri.

## Werdegang
Nach einem Jurastudium und seiner Zulassung als Rechtsanwalt begann August Bolte in diesem Beruf zu arbeiten. Gleichzeitig schlug er als Mitglied der Demokratischen Partei eine politische Laufbahn ein. Im Jahr 1896 wurde er an der Seite von Lon Vest Stephens zum Vizegouverneur von Missouri gewählt. Dieses Amt bekleidete er zwischen dem 11. Januar 1897 und dem 14. Januar 1901. Dabei war er Stellvertreter des Gouverneurs und Vorsitzender des Staatssenats. Im Jahr 1916 war er Ersatzdelegierter zur Democratic National Convention, auf der Präsident Woodrow Wilson zur Wiederwahl nominiert wurde. Ansonsten ist er politisch nicht mehr in Erscheinung getreten. August Bolte starb am 24. Juni 1920 in St. Louis an einer Herzerkrankung.